# Asiocolotes levitoni
Asiocolotes levitoni är en ödleart som beskrevs av  Golubev och SZCZERBAK 1979. Asiocolotes levitoni ingår i släktet Asiocolotes och familjen geckoödlor. IUCN kategoriserar arten globalt som livskraftig. Inga underarter finns listade.